# SC Preußen Breslau
Der SC Preußen Breslau war ein deutscher Fußballverein aus Breslau, Niederschlesien. Er war Mitglied des Südostdeutschen Fußball-Verbandes (SOFV).

## Geschichte
Der SC Preußen Breslau wurde am 15. Dezember 1902 gegründet und gehörte zu den Gründungsmitgliedern des Verbandes Breslauer Ballspiel-Vereine. Nachdem sich dieser Verband dem Südostdeutschen Fußball-Verbandes anschloss, spielte Preußen Breslau fortan in dem Bezirk Breslau. In den ersten Jahren wurden überwiegend Mittelfeldplatzierungen erzielt. Erst in der Saison 1912/13 gelang den Breslauern die Qualifikation zur Südostdeutschen Endrunde. Nachdem Preußen Breslau am Ende des Rundenturnieres punktgleich mit dem VfR 1897 Breslau war, gab es ein Entscheidungsspiel, bei dem sich der Verein mit 2:0 durchsetzte. Bei der anschließenden Südostdeutschen Endrunde trafen die Breslauer in der Vorrunde auf Britannia Posen, welches sie mit 1:0 besiegen konnten. Das Halbfinale ging gegen den FC Askania Forst mit 1:2 verloren, Preußen Breslau legte jedoch erfolgreich Protest gegen die Spielwertung ein, so dass ein Wiederholungsspiel nötig war. Doch auch dieses ging gegen den späteren südostdeutschen Fußballmeister mit 1:2 verloren, so dass die Breslauer ausschieden.
Nach dem Ersten Weltkrieg fusionierte Preußen Breslau im Jahr 1919 mit dem Verein Breslauer Sportfreunde zu den Vereinigten Breslauer Sportfreunden, die bis zu einer weiteren Fusion im Jahr 1933 Bestand hatten.

## Erfolge
- Breslauer Fußballmeister: 1913